# Jean Charles Léonard de Sismondi
Jean Charles Léonard Simonde de Sismondi (hette egentligen Simonde, men tillade namnet de Sismondi efter en, som han förmodade, befryndad italiensk släkt), född 9 maj 1773 i Genève, död där 23 juni 1842, var en schweizisk nationalekonom och historiker.

## Biografi
Sismondi vistades med sina föräldrar först (1793–1794) i England, sedermera i Italien, där hans far inköpte en lantegendom i närheten av Florens. Där samlade han material för sitt första ekonomiska arbete Tableau d'agriculture toscane (1801). Återkommen till Genève utgav han Richesse commerciale (två band, 1803), i allmänhet grundat på Adam Smiths verk. Hans viktigaste ekonomiska arbete är Nouveaux principes d'économie politique ou de la richesse dans ses rapports avec la population (två band, 1819; andra upplagan 1827). Senare skrev han Études sur les sciences sociales (tre band, 1836–1838). Tillsammans med Théodore Fix utgav han "Revue mensuelle d'économie politique" (1833–1836). 
Sismondi stod i många avseenden kvar på sin ursprungliga smithianska ståndpunkt, samtidigt som han ur etisk synpunkt opponerade sig mot den klassiska skolans starkt egoistisk-individualistiska anda. Skolans syfte var, enligt Sismondi, obegränsad produktion, men för förmögenheten ("la richesse") glömde den människan och hennes fysiska välbefinnande, och det senare måste enligt honom utgöra den ekonomiska vetenskapens mål. Han bekämpade åsikten att produktionens resultat i och för sig skapar efterfrågan; en uppfattning som främst företräddes av Jean-Baptiste Say. Med en i övrigt ohållbar särskiljning mellan nationalprodukt och nationalinkomst försökte Sismondi bevisa faran av en av maskiner alltmer främjad allmän överproduktion, vilken utgjorde orsaken till kriserna. Han lade synbarligen huvudvikten på frågan om förmögenhetsfördelningen; och i sin teori om "mieux-value" – ett slags merinkomst, som "den rike" tillskansade sig på "den fattiges", på den otillräckligt avlönade arbetarens bekostnad – kan han i viss mån anses ha föregripit Karl Marx mervärdeslära, trots att han inte hävdade att arbetet skulle vara den enda värdeskapande faktorn. I samband med denna åskådning stod hans förslag, att arbetsgivarna skulle åläggas att garantera arbetarnas försörjning vid sjukdom, arbetslöshet och ålderdom. Staten måste lagstifta om en dylik nödvändig lön och ingripa för en jämnare förmögenhetsfördelning i allmänhet.
Sismondis positiva förslag var dock i regel inte långtgående. Han ville ge det lilla jordbruket stort utrymme; han var motståndare till kapitalkoncentration och hyste sympatier för en korporativ ordning inom näringslivet, medan han var en utpräglad anhängare av frihandel. Emellertid blev Sismondi genom sitt bestämda krav på statsintervention förelöpare till de positiva socialpolitiker ("katedersocialister"), som flera årtionden senare uppträdde inom nationalekonomins historiska skola, vars metodologiska förelöpare Sismondi likaledes kan sägas att ha varit. Han blev mycket läst av socialistiska författare, över vilka han fick tämligen stort inflytande.
Sismondis historiska, statsvetenskapliga och även litteraturhistoriska författarverksamhet var mycket omfattande. Han skrev bland annat Histoire des républiques italiennes du moyen âge (16 band, 1807–1818, andra upplagan tio band, 1840–1844), som först gjorde honom uppmärksammad i Europas lärda värld, Histoire des français (31 band, 1821–1844), jämte det föregående huvudsakligen grunden till hans rykte, Histoire de la renaissance de la liberté en Italie (två band, 1832) och Histoire de la chute de l'empire romain (två band, 1835). Nämnas kan även hans Littérature du midi de l'Europe (fyra band, 1813–1829; fjärde upplagan 1840) och den historiska romanen Julia Severa, ou l'an 492 (tre band, 1822). Trots att han var politiskt liberal och i yngre år nästan angloman, var han inte någon vän av franska kejsardömets fall; under "de hundra dagarna" försvarade han Napoleon I:s författningsplaner och fick företräde hos kejsaren. Efter restaurationen 1815 lämnade han Paris, där han varit bosatt sedan 1813. Han blev ledamot av Vetenskapsakademien i Stockholm 1826 och av Vitterhetsakademien samma år.

## Svensk översättning
- Studier öfver de fria folkens statsförfattning (Recherches sur les constitutions des peuples libres) (översättning Carl Julius Lénström, Beijer, 1839)